# Grands Prix automobiles de la saison 1913
1912 1914
La saison de Grands Prix automobiles 1913 comportait une Grande Épreuve : le Grand Prix de France.

## Grands Prix de la saison

### Grandes Épreuves
| Grand Prix          | Circuit | Date       | Pilote vainqueur | Constructeur vainqueur | Résultats |
| ------------------- | ------- | ---------- | ---------------- | ---------------------- | --------- |
| Grand Prix de l'ACF | Amiens  | 12 juillet | Georges Boillot  | Peugeot                | Résultats |

### Autres Grands Prix
| Grand Prix               | Circuit           | Date         | Pilote vainqueur    | Constructeur vainqueur | Résultats |
| ------------------------ | ----------------- | ------------ | ------------------- | ---------------------- | --------- |
| Targa Florio             | Madonies          | 10-11 mai    | Felice Nazzaro      | Nazzaro                | Résultats |
| 500 miles d'Indianapolis | Indianapolis      | 30 mai       | Jules Goux          | Peugeot                | Résultats |
| Grand Prix de Russie     | Saint-Pétersbourg | 7 juin       | Georgy Suvorin      | Benz                   | Résultats |
| Grand Prix d'Espagne     | Guadarrama        | 15 juin      | Carlos de Salamanca | Rolls-Royce            | Résultats |
| Circuit de Provence      | Trets             | 15 juin      | Georges Boillot     | Peugeot                | Résultats |
| Coupe de la Sarthe       | Le Mans           | 4 août       | Jean Porporato      | Grégoire               | Résultats |
| Grand Prix de l'ACO      | Le Mans           | 5 août       | Paul Bablot         | Delage                 | Résultats |
| Santa Monica Road Race   | Santa Monica      | 9 août       | Earl Cooper         | Stutz                  | Résultats |
| Grand Prix de Belgique   | Spa               | 24-25 août   | Léon Derny          | Springuel Impéria      | Résultats |
| Elgin National Trophy    | Elgin             | 30 août      | Gil Andersen        | Stutz                  | Résultats |
| Coupe des Voiturettes    | Boulogne-sur-Mer  | 21 septembre | Georges Boillot     | Peugeot                | Résultats |

- N.B : en italique, les courses de voiturettes